# Фазіл Ахмед Кепрюлю
 Фазіл Ахмед Кепрюлю (*1635, Велес — †19 жовтня 1676, Едірне) — державний та військовий діяч Османської імперії, великий візир з 31 жовтня 1661 року до 19 жовтня 1676 року.

## Життєпис

### Молоді роки
Походив з албанської родини Кепрюлю. Син Мехмеда Кепрюлю, великого візира. Ще до того як його батько зайняв цю посаду навчався у медресе, де отримав гарну освіту. У 1659 році призначається бейлербеєм Ерзурума із званням візира (з 1656 року). У 1660 році призначається каймакамом дамаску. На цій посаді йому довелося боротися проти з друзами Маану та Шихабу, заколот яких він жорстко придушив. Водночас значно зменшив податки для населення, піклувався про розвиток міста, поклав край бандитизму. У 1661 році призначається бейлербеєм Дамаску. Втім того ж роки батька закликає Фазіл Ахмеда до Стамбула, де 12 вересня призначає каймакамом (заступником) великого візира.

### Великий візир

#### Війна з Австрією
Після смерті Мехмеда Кепрюлю 31 жовтня 1661 року Фазіл Ахмед Кепрюлю призначається новим великим візиром. Із самого початку він стикнувся з протистояння з Австрією, водночас тривала війна з Венеційською республікою. Влітку 1663 року Фазіл Ахмед Кепрюлю рушив до австрійської Угорщини. У липні—серпні він захопив міста Нове-Замки, Нітра, Новий Граф. Все це викликало занепокоєння у Європі. Тому імператор Леопольду I, отримавши допомогу від папи римського та німецьких курфюрстів, атакував фортецю Надьканіжа. Великому візиру вдалося врятувати цю фортецю, після чого він захопив Зерінвар, Кішкомаром, Еґерсег, Еґервар, Орадя, Кемендвар, зруйнував фортецю Секейхід. Після цього рушив до Раабу. Проте біля ріки неподалік міста зазнав поразки від Раймунда Монтекукколі. Проте головні сили османської армії були збережені, подальші спроби зламати спротив австрійців був невдалим. Тому Фазіл Ахмед Кепрюлю 10 серпня 1664 року уклав з Австрією мир у Вашварі. Згідно з умовами миру за османською імперією збереглися усі захоплені землі. Втім османські війська залишали Трансильванію, яка зберігала васалітет від османів. Разом з тим була зруйнована фортеця Нове-Зрін, родовий маєток хорватських магнатів Зрінських, головних ворогів Османської імперії у Далмації.

#### Війна з Венецією
Після цього Фазіл Ахмед Кепрюлю повернувся до Едірне, де почав готуватися до завершення війни із Венецією. Протягом 1665–1667 року великий візир накопичував сили, споряджав флот. У 1668 році розпочав новий етап війни за о. Крит, насамперед головну фортецю Кандію. Запекла боротьба за це місто тривала до 1669 року, коли війська Фазіл Ахмеда зуміли захопити увесь Крит. Деякий час Кепрюлю залишався на острові для відновлення доріг, будівель, економіки. У 1670 році великий візир повертається до Едірне.

#### Кепрюлю та Україна
У 1669 році великий везір домігся визнання Петром Дорошенком, гетьманом Правобережної України, васальної залежності. Того ж року останній зустрівся у Стамбулі з Фазіл Ахмедом, де обоговорив план війни із Річчю Посполитою. У 1671 році, зібравши нову армію, Фазіл Ахмед Кепрюлю вирішив розпочати війну проти Речі Посполитої. У 1671 році почалася нова кампанія. Спочатку вона йшла неквапливо, втім у 1672 році великий візир підійшов до Кам'янця, який було захоплено 27 серпня 1672 року. Після цього взяв в облогу Львів та зрештою змусив короля Михайла I Вишневецького укласти Бучацький мирний договір, згідно з яким Османська імперія отримала Поділля, частину Галичини, підтвердило протекторат над Правобережною Україною. Річ Посполита зобов'язувалася сплачувати щорічну данину у 22 тисячі злотих.
Втім 1673 році війна з Річчю Посполитою продовжилася. Вона тривала з перемінним успіхом до 1676 року. Проте вже з 1674 року Фазіл Ахмед Кепрюлю не брав участі у військових діях внаслідок важкої хвороби, призначивши своїм каймакамом (заступником) родича Кара Мустафу Кепрюлю. За його доручення 17 жовтня 1676 року було укладено Журавненський мирний договір, який загалом підтверджував Бучацький мирний договір. Через два дні — 19 жовтня — Фазіл Ахмед Кепрюлю помер в Едірне.